# Beatriz Flores Silva
Beatriz Flores Silva (Montevideo, 7 de novembre de 1956) és una directora, guionista i productora de cinema uruguaiana de cinema belga i de cinema uruguaià.

## Família
Va néixer a Montevideo, el 7 de novembre de 1956. És filla de Maria Zulema Silva Vila i del polític i literat Manuel Flores Mora, i a més germana de Manuel Flores Silva, aquests dos últims dos polítics del Partit Colorado.

## Carrera
Va estudiar direcció de cinema a l'Institut des arts de difusion a Louvain-la-Neuve, Bèlgica. La seva primera pel·lícula va ser una adaptació d'Un cuento con un pozo (1988) de l'escriptor uruguaià Mario Arregui. Després va seguir Las lagartijas (1989), realització que va ser el seu treball de graduació com a directora. El reconeixement del públic vindria amb la pel·lícula En la puta vida (2001), una adaptació del llibre de Maria Urruzola El huevo de la serpiente, que va ser la primera pel·lícula presentada per l'Uruguai per a ser considerada per l'Acadèmia a l'Oscar a la millor pel·lícula en llengua estrangera de Los Angeles el 2002.
Va fundar la productora cinematogràfica BFS Producciones.

## Filmografia

### Directora
- 1988 : Un cuento con un pozo (curtmetratge)
- 1989 : Las lagartijas (curtmetratge)
- 1992 : Los siete pecados capitales
- 1993 : La historia casi verdadera de Pepita la Pistolera.
- 2001 : En la puta vida
- 2008 : Polvo nuestro que estás en los cielos

### Productora
- 1992 : Los siete pecados capitales
- 1999 : El regalo, de Gabriela Guillermo
- 2001 : En la puta vida
- 2001 : Punto y raya, d'Elia Schneider
- 2005 : Candombe, de Román Parrado
- 2007 : Fan, de Gabriela Guillermo
- 2008 : Polvo nuestro que estás en los cielos

### Guionista
- 1988 : Un cuento con un pozo (curtmetratge)
- 1989 : Las lagartijas (curtmetratge)
- 1992 : Los siete pecados capitales
- 1993 : La historia casi verdadera de Pepita la Pistolera.
- 2001 : En la puta vida
- 2002 : Gómez y yo
- 2008 : Polvo nuestro que estás en los cielos

## Premis

### Polvo nuestro que estás en los cielos (2008)
- Menció especial del Jurat als Premis Avanca (Portugal, 2009).
- Millor actor als premis Avanca (Portugal, 2009).
- Millor pel·lícula iberoamericana al Festival de cinema iberoamericà de Rio de Janeiro (Rio de Janeiro, 2009).
- Millor director del Festival Iberoamericà de Rio de Janeiro (Rio de Janeiro, 2009).
- Millor guió al Festival Iberoamericà de Rio de Janeiro (Rio de Janeiro, 2009).
- Millor actriu al Festival Iberoamericà de Rio de Janeiro (Rio de Janeiro, 2009).
- Millor actor de repartiment al Festival Iberoamericà de Rio de Janeiro (Rio de Janeiro, 2009).
- Millor direcció artística al Festival Iberoamericà de Rio de Janeiro (Rio de Janeiro, 2009).
- Millor imatge al Festival de Cinema Llatinoamericà de Buenos Aires (Buenos Aires, 2009).
- Millor guió original al Festival de Cinema Llatinoamericà de Buenos Aires (Buenos Aires, 2009).
- Menció Especial a ka Direcció al Festival de Cinema de Santa Cruz (Bolívia, 2009).
- Menció especial al Festival Internacional de Cinema d'Ourense (Espanya, 2009).
- Millor direcció artística de l'Associació de Crítics Uruguians (2009).
- Millor actor de l'Associació de Crítics Uruguians (2009).

### En la puta vida(2001)
- Primera presentació de l'Uruguai als Premis Oscar (EUA, 2002).
- Premi especial del Jurat al Festival Trieste del Cinema Llatinoamericà (Itàlia, 2001).
- Colón d'Or i Clau de la Llibertat al Festival de Cinema Iberoamericà de Huelva (Espanya, 2001).
- Premi Ràdio La Habana-Cuba al Nou Cinema Llatinoamericà de La Habana (Cuba, 2001).
- Premi a la millor pel·lícula, millor actriu i elecció del públic al festival de Lleida (Catalunya, 2002).
- Menció especial del Jurat al Miami Latin Festival (EUA, 2002).
- Segon premi al 18è Festival de Cinema Llatí de Chicago (EUA, 2002).
- Tercer premi del públic al Festival Internacional de Cinema Llatí de Los Angeles (EUA, 2002).
- Premi a la millor actriu al Festival de Villaverde (Espanya, 2002).
- Trofeu del Mercosur a la pel·lícula preferida del públic a Cinesul 2002 (Brasil, 2002).
- Menció especial al Festival de Cinema de Santa Cruz (Bolívia, 2002).
- Premi a la millor actriu al Festival Internacional de Cinema Viña del Mar (Xile, 2002).
- Premi a la tria del públic al Festival de cinema d'Asunción (Paraguai, 2002).
- Premi al millor director al Festival de Cinema de Bogotà, Bogocina (Colòmbia, 2002).
- Public Choice Choice Award al Festival de Cinema Llatinoamericà UCI, Irvine (EUA, 2003).
- Premi Especial, Millor Puntuació i Millor Actriu Revelació a l'Associació de Crítics Uruguaians (Uruguay, 2001)
- Iris Award, atorgat per la revista Sábado Show (Uruguai, 2002).
- Premi "Alas" d'Interarte (Uruguai, 2002).

### La historia casi verdadera de Pepita la Pistolera(1993)
- Gran Premi PAOA TV al Festival Internacional de Cinema Viña del Mar (Xile, 1993).
- Premi a la millor interpretació al videòfil de Guadalajara (Mèxic, 1993).
- Premi al millor vídeo al festival anual de cinema llatí de 10è any de Chicago (EUA, 1994).
- Millor pel·lícula de ficció de llarg termini, Premi a la millor actuació i elecció del públic al segon festival de vídeo llatinoamericà de Rosario (Argentina, 1994).
- Primer premi, categoria de ficció, a l'Espai Uruguai i primer premi del vídeo Unión Latina al XII Festival Internacional de Cinema de l'Uruguai (Uruguai, 1994).